# トウダイグサ
トウダイグサ（燈台草、沢漆、漆柳; 学名: Euphorbia helioscopia）は、日本では本州以南に広く分布し、日当たりのよい荒地や畑などに生える二年草。
草丈は20センチメートルから30センチメートル程度。葉のつきかたに特徴があり、茎の中程の葉はヘラ型で互生するが、茎の頂部の葉は丸みの強いヘラ型の葉を5枚ずつ輪生する。茎の頂部からは放射状に花茎を伸ばす。花期は4月から6月。苞葉の中に黄色い花を複数つける。苞葉は椀状で、その中に黄色い花がある様が、燈火の皿に見立てて和名がある。茎や葉を傷つけると白い乳液を出す。全草にわたり有毒である。
リンネの『植物の種』(1753年) で記載された植物の一つである。